# Franciszek Mucha (1886–1941)
Franciszek Mucha (ur. 4 grudnia 1886 w Podciemem, zm. 13 marca 1941 w KL Auschwitz) – major piechoty Wojska Polskiego.

## Życiorys
Urodził się we wsi Podciemno, w ówczesnym powiecie lwowskim Królestwa Galicji i Lodomerii, w rodzinie Jana i Marii z Kanderskich (?).
25 listopada 1920 został zatwierdzony z dniem 1 kwietnia 1920 w stopniu porucznika, w grupie oficerów byłej armii austro-węgierskiej. Służył w 12 Pułku Piechoty. 3 maja 1922 został zweryfikowany w stopniu kapitana ze starszeństwem z 1 czerwca 1919 i 1077. lokatą w korpusie oficerów piechoty, a 27 stycznia 1930 mianowany majorem ze starszeństwem z 1 stycznia 1930 i 17. lokatą w korpusie oficerów piechoty. W marcu tego roku został przeniesiony do 10 Pułku Piechoty w Łowiczu na stanowisko kwatermistrza. Z dniem 31 grudnia 1932 został przeniesiony w stan spoczynku.
W 1934, jako oficer stanu spoczynku pozostawał w ewidencji Powiatowej Komendy Uzupełnień Skierniewice. Posiadał przydział do Oficerskiej Kadry Okręgowej Nr IV. Był wówczas „przewidziany do użycia w czasie wojny”.
W 1941 mieszkał w Radomiu przy ul. Słowackiego 11. 25 lutego tego roku został przetransportowany do obozu koncentracyjnego Auschwitz, gdzie 13 marca 1941 został zamordowany .

## Ordery i odznaczenia
- Krzyż Walecznych dwukrotnie[13]
- Srebrny Krzyż Zasługi – 10 listopada 1928 „w uznaniu zasług, położonych na polu pracy w poszczególnych działach wojskowości”[14][15]

Był przedstawiony do odznaczenia Orderem Virtuti Militari. 2 marca 1936 Komitet Krzyża i Medalu Niepodległości odrzucił wniosek o nadanie mu tego odznaczenia „z powodu braku pracy niepodległościowej”.

## Twórczość
- Zarys historji wojennej 12-go pułku piechoty. Warszawa: Wojskowe Biuro Historyczne, 1928, seria: Zarys historii wojennej pułków polskich 1918–1920. Brak numerów stron w książce